# FCヴァラズニミ
フットボールクラブ・ヴァラズニミ（英語: Football Club Vëllaznimi, アルバニア語: Klubi Futbollistik Vëllaznimi）は、コソボのジャコヴァをホームタウンとするサッカークラブ。

## 歴史
クラブは1927年にFaik Dushiによって、シュパタ・エ・コソヴァス（Shpata e Kosovës）の名前で創設された。パシュトリク（Pashtriku）、共産主義の赤い星を意味するユリ・イ・クチ（Ylli i Kuq）を経て、KFヴァラズニミに改称された。1967-68シーズンのコソボリーグで初優勝し、1970-71シーズンまでに4連覇を達成した。ヴァラズニミは1967年にコソボで初めて赤と黒のユニフォームを着用したクラブである。
Zenun Brovinaはコソボ以外のクラブに移籍した最初のコソボ出身選手であり、パルチザン・ベオグラードに所属した。クラブユース出身選手にはクロアチア代表として1998 FIFAワールドカップで銅メダルを獲得したアルディアン・コズニク、RSCアンデルレヒトでUEFAチャンピオンズリーグに出場したベスニク・ハシなどがいる。

## タイトル
- ライファイゼン・スーペルリーガ：9回
  - 1967-68, 1968-69, 1969-70, 1970-71, 1973-74, 1979-80, 1981-82, 1985-86, 1989-90
- クパ・エ・コソヴァス：1回[注釈 1]
  - 2007-08

## 過去の成績
| シーズン | リーグ         | 順位 | 試 | 勝 | 分 | 敗 | 得 | 失 | 差  | 点 | クパ・エ・コソヴァス |
| -------- | -------------- | ---- | -- | -- | -- | -- | -- | -- | --- | -- | -------------------- |
| 2014-15  | スーペルリーガ | 10位 | 33 | 8  | 10 | 15 | 24 | 38 | -14 | 34 |                      |